# گارد سرخ روسیه

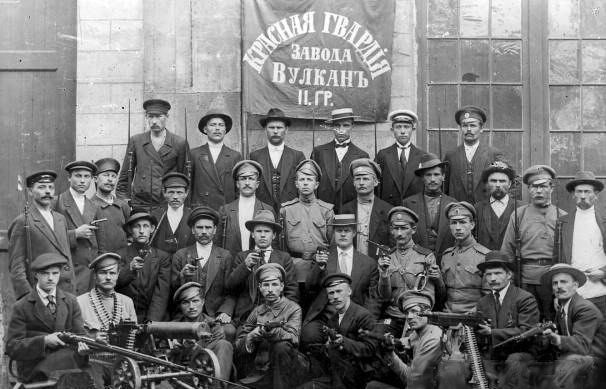
واحد گارد سرخ کارخانه ولکان در سال ۱۹۱۷

گارد سرخ (روسی: Красная гвардия) تشکیلات داوطلبانه شبه نظامی متشکل از کارگران کارخانه، دهقانان، قزاقها و بخشی از سربازان و ملوانان برای «محافظت از قدرت شوروی» بودند. گارد سرخ یک نیروی نظامی انتقالی ارتش در حال فروپاشی امپریالیست روسیه و تشکیلات پایه بلشویکها در طول انقلاب اکتبر و ماه‌های اول جنگ داخلی روسیه بود. بیشتر آنها در چارچوب زمانی انقلاب روسیه ۱۹۱۷ شکل گرفتند و برخی از واحدها در سال ۱۹۱۴ در ارتش سرخ مجدداً سازماندهی شدند. تشکل‌های گارد سرخ در بیشتر امپراتوری روسیه سابق، از جمله سرزمین‌های خارج از فدراسیون معاصر روسیه مانند فنلاند، استونی، اوکراین و دیگران سازماندهی شده بود. آنها متمرکز نبودند و با تصمیم یک حزب سیاسی محلی و اعضای شوروی محلی تشکیل شدند. آنها با تلاش برای محافظت و گسترش قدرت شورویان، به ایجاد کشور جدیدی کمک کردند که (طبق تصور اولیه خود) «تمام قدرت را به شوراها» بدهد: اتحاد جماهیر شوروی.

## بررسی اجمالی
آنها با تشکیل اکثریت جمعیت شهری، نیروی اصلی اعتصابات چندین جناح سیاسی سوسیالیستی افراط گرا بودند. واحدهای گارد سرخ در مارس سال ۱۹۱۷ در شرکت‌های تولیدی توسط کمیته‌های کارخانه و کارخانه و توسط برخی از سلول‌های حزب مستعد کمونیست (بلشویک‌ها، انقلابیون چپ سوسیالیست، و دیگران) ایجاد شد. تشکیلات گارد سرخ براساس نیروهای اعتصاب کارگران انقلاب روسیه در سال ۱۹۰۵ بنا شده‌است.

## ایجاد

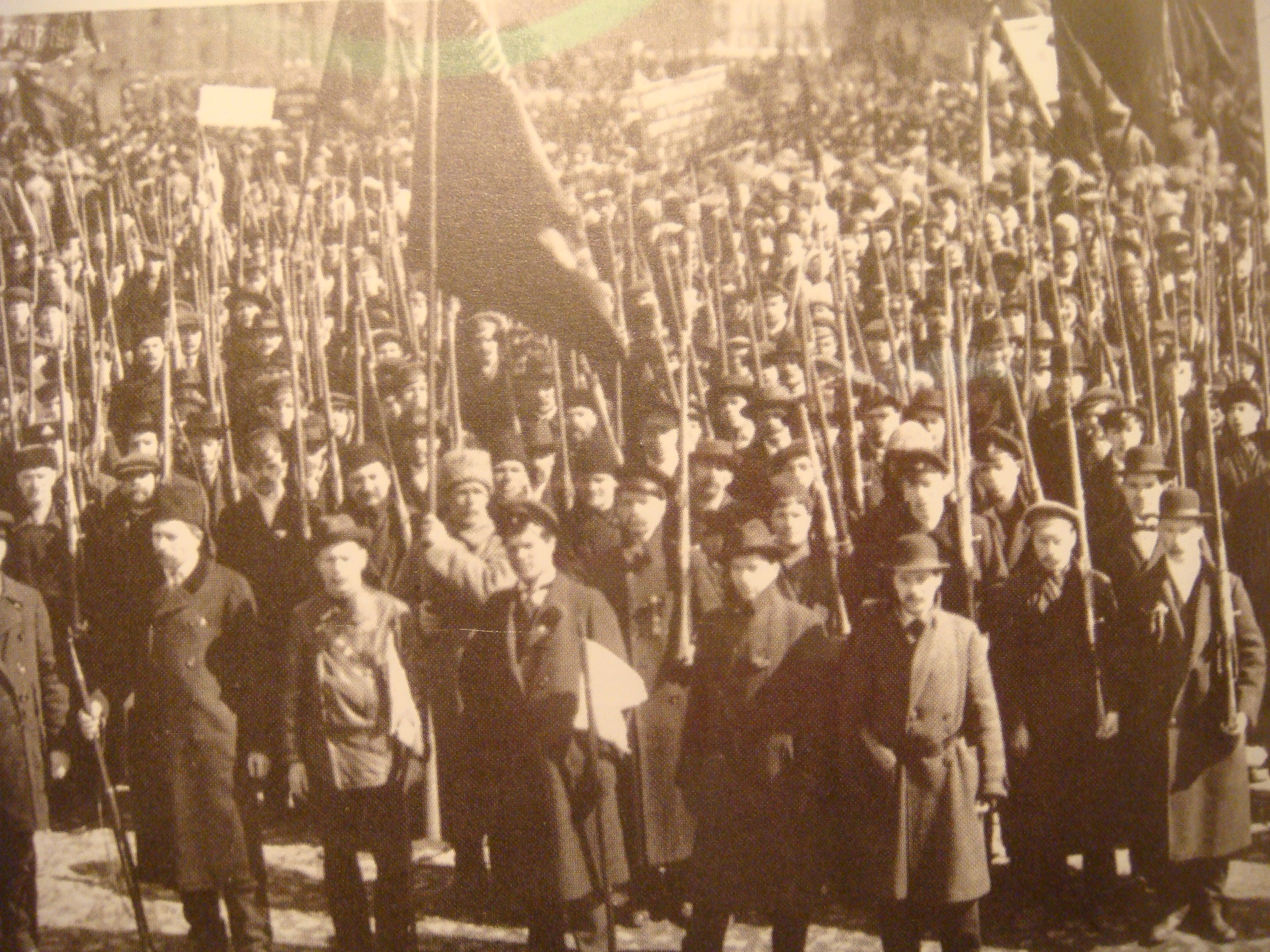
اعضای یکی از اولین هنگ‌های گارد سرخ (پاییز 1917)

در ۲۶ مارس ۱۹۱۷، پلیتبوروی کمیته مرکزی حزب کمونیست اتحاد شوروی قطعنامه «دربارهٔ دولت موقت» را منتشر کرد که از آن زمان این اصطلاح، گارد سرخ وسیع‌ترین کاربرد را دریافت کرد. بزرگترین تشکیلات متمرکز گارد سرخ در پتروگراد و مسکو ایجاد شده‌اند. به زودی پس از آن، یک سری تلاش‌هایی برای قانونی ساختن این تشکل‌ها صورت گرفت. در ۱۴ آوریل ۱۹۱۷، کمیته مسکو حزب کارگر سوسیال دموکراتیک روسیه (بلشویکها) (RSDLP (b)) قطعنامه ای را برای ایجاد گارد سرخ خود تصویب کرد. در تاریخ ۱۷ آوریل در پتروگراد، شورای نمایندگان جوخه‌های کارگری کمیسیونی برای تشکیل نگهبانان کارگری ایجاد کرد و در تاریخ ۲۹ آوریل در روزنامه پراودا پیش نویس اساسنامه آن ظاهر شد. شورای ریون وایبورگ (شهرستان) پتروگراد در ۲۸ آوریل اعلام کرد که جوخه‌های کارگران و کارخانه‌ها را به یگان‌های گارد سرخ تبدیل می‌کند. در ۱۷ مه شورای نمایندگان کارگران سامارا در جلسه خود کمیسیونی را برای ایجاد جوخه‌های گارد سرخ تشکیل داد. نقش بزرگی در ایجاد جوخه‌های گارد سرخ در کمیته‌های کارخانه ایفا کرد. پیش از آوریل ۱۹۱۷ هفده شهر روسیه جوخه‌های گارد سرخ ایجاد کرده‌اند که تا ژوئن تعداد آنها به ۲۴ عدد افزایش یافت. گارد سرخ پایه ای برای تشکیل ارتش سرخ بود؛ بنابراین، این اصطلاح غالباً فقط به عنوان نام انگلیسی دیگری برای ارتش سرخ در اشاره به دوران انقلاب روسیه و جنگ داخلی روسیه استفاده می‌شود. در پتروگراد، رئیس گارد سرخ (۳۰۰۰۰ پرسنل) کنستانتین یورنف بود. در لحظه انقلاب اکتبر، گارد سرخ روسیه ۲۰۰۰۰۰ پرسنل داشت. پس از انقلاب، گارد سرخ برخی از عملکردهای ارتش منظم را بین زمانی که دولت جدید اتحاد جماهیر شوروی شروع به خنثی سازی ارتش قدیمی روسیه و زمان ایجاد ارتش سرخ در ژانویه ۱۹۱۸کرد، انجام داد.

## سازماندهی
در طول انقلاب، آموزش نگهبانان سرخ توسط سازمان نظامی RSDLP ترتیب یافت.
ثبت نام داوطلبانه بود، اما به توصیه‌های شوراها، واحدهای حزب بلشویک یا سایر سازمان‌های عمومی نیاز داشت. آموزش نظامی کارگران غالباً بدون جدایی از کار در کارخانه انجام می‌شد. هم رژیم پیاده‌نظام و هم مکانیزه را شامل می‌شد. در جاهای مختلف، این سازمان از نظر تابعیت، سرشماری، درجه آموزش نظامی یکنواخت بود. این حالت اغلب «نیمه حزبی» خوانده می‌شد. این سازمان سست در حالی که در درگیری‌های محلی موفق بود (به عنوان مثال با آتامان الکساندر دوتوف در اورنبورگ گابرنیا)، در جنگ با نیروهای بزرگتر و سازمان یافته ارتش سفید ناکارآمد بود؛ بنابراین، هنگامی که ایجاد ارتش سرخ تصویب شد، گارد سرخ تبدیل به ارتش و پایگاه تشکیل ناوگان نظامی منظم شده بود.